# تایمز پرستاری (مجله)
تایمز پرستاری (به انگلیسی: Nursing Times) نام یک مجله پرستاری بریتانیایی است که از سال ۱۹۰۵ پایه‌گذاری شده و پژوهش‌ها و مقالات پرستاری بالینی را در رده‌ها و سبک‌های گوناگون این حرفه منتشر می‌کند.